# Nanningabrug
De Nanningabrug ligt over de Opsterlandse Compagnonsvaart in  Oosterwolde in de gemeente Ooststellingwerf in de provincie Friesland. Het is een vaste brug met een doorvaarthoogte van 3,70 meter.
De brug is een ontwerp van de  Rotterdamse stedenbouwkundige Frank Immerzeel. De brug is voorzien van opvallende rode ronde schijven. Hierdoor kreeg hij in de volksmond al gauw de naam de Flippobrug.
Per 2018 zijn de rode schijven aan de buitenzijde voorzien van de vlag van gelijkheid, ook wel de homovlag genoemd.